# Rambla de la Llibertat
La Rambla de la Llibertat és una avinguda al Barri Vell de Girona. Deu el seu nom a l'Arbre de la Llibertat que s'hi va plantar l'any 1869 durant el Sexenni Democràtic (1868-1874). Comença a prop del Pont de Pedra (Girona) i segueix en paral·lel el curs del riu Onyar. És un lloc de passeig i trobada dels gironins, ja que mantenen, per exemple, els costums de comprar flors en les parades que s'instal·len cada dissabte o anar a fer el vermut en una de les cafeteries de la Rambla.
És un espai urbà destinat a passeig públic, delimitat per un conjunt d'edificis d'interès a ambdues bandes. A la banda est hi ha edificis amb voltes públiques a la planta baixa, de caràcter medieval i neoclàssic. Alguns dels edificis conserven fragments importants de façana amb carreus i finestrals gòtics. Citem la casa núm. 36, Can Casadevall, amb una interessant finestra del segle xiv d'estil gòtic florit i una altra del segle xv, del mateix estil. La Rambla es començà a conformar com una prolongació de l'Argenteria. La primera casa de les voltes fou renovada el 1882 amb la construcció d'una façana i porxos neoclàssics, seguint un projecte que preveia renovar totes les voltes medievals.

## Història
Originàriament aquesta Rambla estava formada per una plaça ampla i llarga que anava de l'Argenteria al carrer Abeuradors i continuava per un carreró estret que vorejava unes voltes que anaven des d'abeuradors fins al Pont de Pedra. El conjunt d'aquell carreró i voltes tenia el nom de "Voltes dels Esparters", construïdes segurament al segle xiv i enderrocades el 1875. L'espai de la plaça, anomenat "Plaça de les Cols", era el gran mercat que donava vida i proveïments a Girona. Segons Roig i Jalpí, al mercat que s'hi celebrava hi acudia gent de fins a uns 25 km de distància, de l'Empordà i la Selva. També s'hi celebrava la fira de Sant Narcís, on hi anava gent de tot Catalunya. A les botigues de la banda del riu hi havia venedors d'espècies, amb drogues, dolços, cera i arts mecàniques. Al segle xv, segons Marqués, ja estaven construïdes les cases de les voltes de la Rambla i les de l'illa més propera al Pont.
La seva configuració actual és del 1885, arran d'un encàrrec municipal per dotar la ciutat d'una avinguda principal de grans dimensions. Es van enderrocar alguns edificis per aconseguir una artèria més àmplia i contínua, però es van mantenir moltes de les edificacions: hi ha edificacions medievals, com les porxades i els palaus, de l'època barroca i del segle xviii.

## Tres ajusticiats
Són elements escultòrics que fan de capitell a les voltes, realitzats en pedra de Girona. Presenten cisellades en alt relleu les imatges de tres persones executades per a justícia. Hi ha dues versions del significat d'aquests tres caps: una diu que representen tres monjos del monestir de Banyoles que foren executats el 31 de maig de 1622 acusats d'haver causat la mort de l'Abat Anton de Cartellà. Eren Fra Pere Antoni Descall, infermer, Fra Lluis Descall, sagristà, i Fra Jeroni Cerrauta, cabiscol. L'altra versió diu que van ser posades en record de tres gironins executats públicament a la Rambla pels francesos l'1 de gener de 1810: Mossèn Narcís Dòria, rector d'Arbúcies, Josep Font i Genís Camp de Sant Esteve, acusats de formar part de grups armats que actuaven contra els francesos.

## Façana est

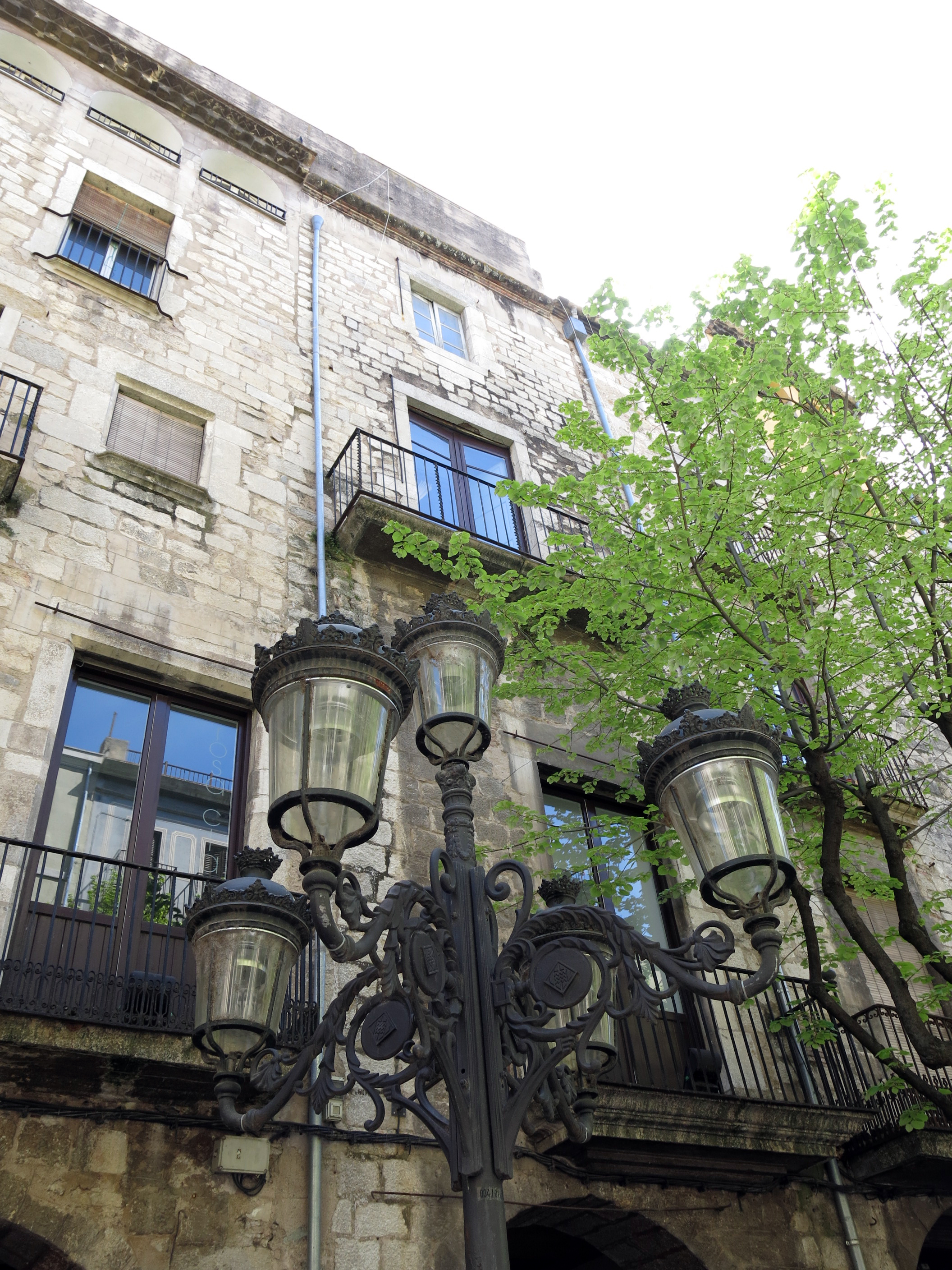
Façana est de la Rambla de la Llibertat

La façana est de la Rambla és una obra inclosa de manera singular en l'Inventari del Patrimoni Arquitectònic de Catalunya. Conjunt de façanes que donen a la Rambla, corresponents als edificis que ocupen l'illa compresa entre la Rambla i els carrers Minali, Peixateries Velles i les Olles. L'accés a les plantes pis es realitza des del carrer de les Peixateries Velles. Presenten importants fragments de paraments amb carreus ben tallats i diferents obertures amb pedra d'estil gòtic i renaixentista. Alguns finestrals presenten elements escultòrics cisellats.
Aquest element arquitectònic i parts de façana són el que resta dels antics casals medievals que ocupaven gairebé tota la façana est de l'antiga plaça de les Cols (actualment Rambla de la Llibertat). Constitueixen els elements de major antiguitat amb finestrals que daten dels segles XIII-XV. L'any 1875 s'acordà una nova rasant d'alineació per aquests edificis, per bé no s'arribà a materialitzar, cosa que ha permès conservar aquestes estructures medievals fins ara.